# Venla (Vorname)
Venla ist ein weiblicher Vorname und ursprünglich eine Variante von Vendela (oder Wendela in älterer Schreibung). Verwandte Formen sind Vendla (sowie Wendla) und Venlá.

## Herkunft und Varianten

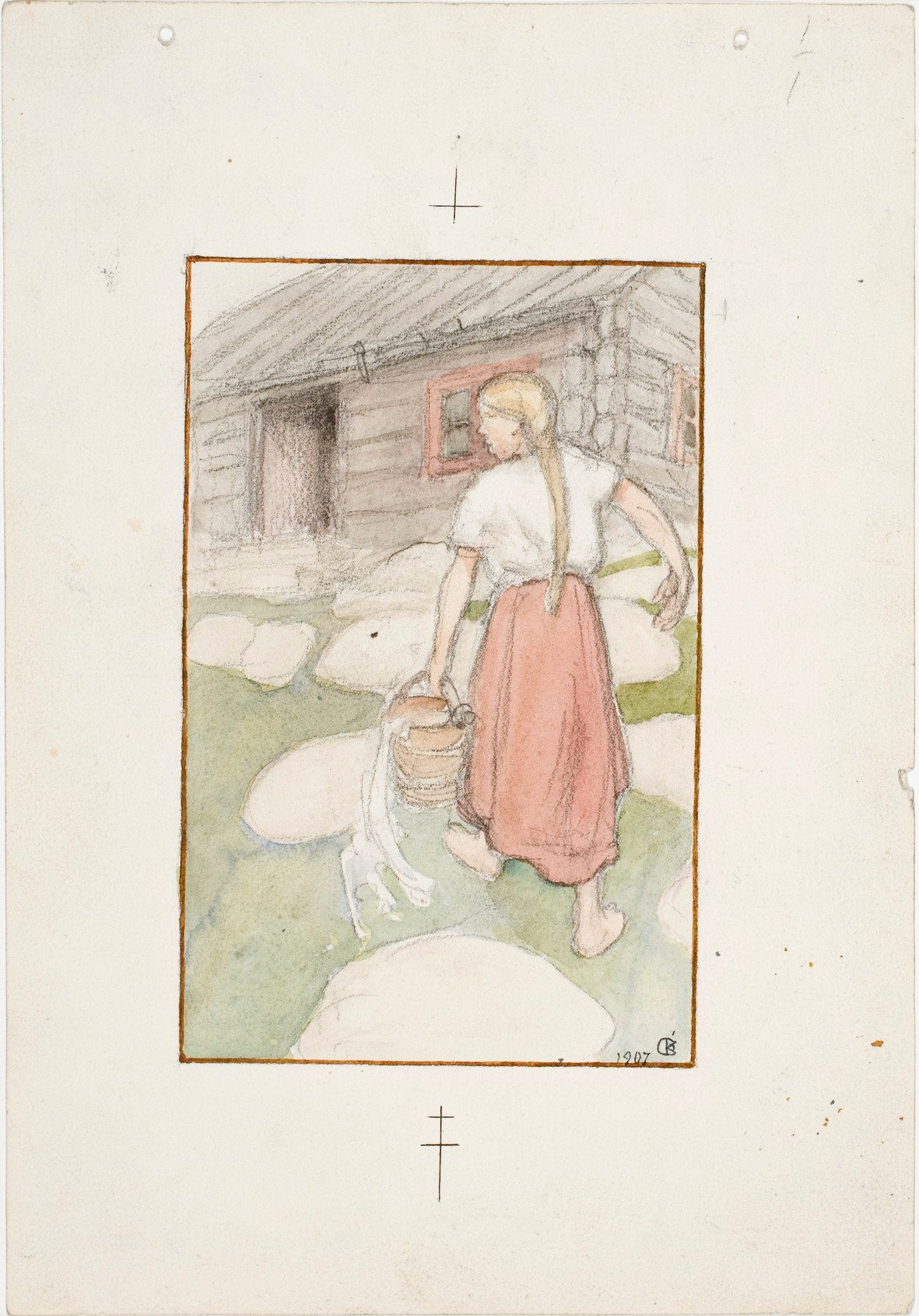
Männistö-Morans Venla, Aquarell von Akseli Gallen-Kallela (1907)

Der Name Venla kommt in Finnland vor, wo er vorwiegend von Finnischsprachigen aber auch von Finnlandschweden getragen wird. Außerdem existiert die samische Variante Venlá.
In Aleksis Kivis Roman Die sieben Brüder (1870) ist die Figur Venla ein Nachbarsmädchen, das von fünf der Brüder umworben wird. Diese Figur inspirierte den Maler Akseli Gallen-Kallela zu seinem Aquarell Männistö-Morans Venla (1907).
Der Name geht auf den germanisch-slawischen Namen Vendi zurück und ist eine Variante des daraus abgeleiteten, ursprünglich schwedischen Vornamens Vendela (siehe Wendelin (Vorname)). Das verkürzte Vendla ist ebenfalls eine Variante, die heute in Schweden vorkommt.

## Namenstag
Der finnische Name Venla findet sich seit 1908 in dem an der Universität Helsinki herausgegebenen Namenskalender. Gemeinsam mit der samischen Variante Venlá hat er am 2. Juni Namenstag. In der 2025 erschienenen Neuauflage des Kalenders wird es auch einen finnlandschwedischen Namenstag für Venla geben.
In Schweden ist der Name Venla – anders als Vendla – nicht in den offiziellen Namenskalender – für den die Schwedische Akademie verantwortlich zeichnet – aufgenommen worden.

## Bekannte Namensträgerinnen
- Venla Hovi (* 1987), finnische Eishockeyspielerin und -trainerin
- Venla Lehtonen (* 1995), finnische Biathletin
- Venla Niemi (* 1990), finnische Orientierungsläuferin